# إدوارد جيلمور
إدوارد جيلمور (بالإنجليزية: Edward Gilmore)‏ هو سياسي أمريكي، ولد في 4 يناير 1867 في الولايات المتحدة، وتوفي في 10 أبريل 1924 في الولايات المتحدة. حزبياً، نشط في الحزب الديمقراطي. وقد انتخب عضو مجلس نواب ماساتشوستس وانتخب عضو مجلس النواب الأمريكي.